# アダム・ルドヴィク・チャルトリスキ
アダム・ルドヴィク・チャルトリスキ（ポーランド語: Adam Ludwik Czartoryski, 1872年11月5日 - 1937年6月26日）は、ポーランドの貴族、チャルトリスキ家の公（książę）。シェニャヴァの初代オルディナト。

## 生涯
チャルトリスキ公家の当主ヴワディスワフ・チャルトリスキと、その2番目の妻でヌムール公の娘マルグリット・ドルレアンの間の長男として生まれた。父方の祖父はアダム・イェジ・チャルトリスキ公、母方の曽祖父は7月王政期のフランス王ルイ・フィリップである。1894年に父の死を受けて公家の当主となり、1897年にシェニャヴァの初代オルディナトとなった。1899年に叔母イザベラ・ジャウィンスカ伯爵夫人からグウフフの所領を弟ヴィトルトと共に相続した。同年、日本への旅行中には多くのギリシャの美術品を買い付けている。非常に裕福なマグナートで、当時の資産価値は公家の美術所蔵品を除いても450万オーストリア・クラウンと見積もられていた。
1901年に裕福な女子相続人のマリア・ルドヴィカ・クラシンスカ女伯爵（1883年 - 1958年）と結婚し、間に3男5女の8人の子女をもうけた。
1911年に弟のヴィトルトが亡くなり、全遺産を受け継いだ。
1914年に第1次世界大戦が始まるとチャルトリスキはオーストリア帝国軍の将校として出征した。大戦中、妻の実家がザクセン王フリードリヒ・アウグスト3世と縁故があったおかげで、チャルトリスキ美術館の最も重要な所蔵品はドレスデンに避難させることが出来た。大戦後、チャルトリスキはロシア軍に略奪された美術館の所蔵品に対する返還要求を行い、1921年のリガ平和条約締結ののち数年を経て返還を実現させた。この間、公家はポーランドに帰国し永住したため、パリでの一族の根城だったオテル・ランベールはアパルトマンに改装された。
1937年に死去し、長男のアウグスティン・ユゼフ・チャルトリスキが公家を継いだ。長女のマウゴジャータ・イザベラ・チャルトリスカはブルボン家のガブリエーレ王子に嫁いだ。

## 子女
- マウゴジャータ・イザベラ（英語版）（1902年 - 1929年）- 両シチリア王子ガブリエーレと結婚
- イザベラ（1904年）- 夭折
- エルジュビェタ・ビアンカ（フランス語版）（1905年 - 1989年）- ステファン・アダム・ザモイスキ（英語版）伯爵と結婚
- アウグスティン・ユゼフ（英語版）（1907年 - 1946年）- スペイン王女マリア・デ・ロス・ドロレスと結婚
- アンナ・マリア・ヨランタ（1914年 - 1987年）- ヴワディスワフ・アロイズィ・ラジヴィウ公と結婚
- ヴワディスワフ・ピオトル（1918年 - 1978年）- エリザベス・ヨークと結婚
- テレサ・マリア（1923年 - 1967年）- ヤン・コヴァルスキと結婚
- ルドヴィク・アダム（1927年 - 1944年）